# فورنوو سن جیووانی
فورنوو سن جیووانی (به ایتالیایی: Fornovo San Giovanni) یک کومونه در ایتالیا است که در استان برگامو واقع شده‌است. فورنوو سن جیووانی ۶٫۹ کیلومتر مربع مساحت و ۳٬۰۸۱ نفر جمعیت دارد و ۱۰۹ متر بالاتر از سطح دریا واقع شده‌است.